# Cantón de Sains-Richaumont
El cantón de Sains-Richaumont era una división administrativa francesa, que estaba situada en el departamento de Aisne y la región de Picardía.

## Composición
El cantón estaba formado por diecinueve comunas:
- Berlancourt
- Chevennes
- Colonfay
- Franqueville
- Housset
- Landifay-et-Bertaignemont
- La Neuville-Housset
- Le Hérie-la-Viéville
- Lemé
- Le Sourd
- Marfontaine
- Monceau-le-Neuf-et-Faucouzy
- Puisieux-et-Clanlieu
- Rougeries
- Sains-Richaumont
- Saint-Gobert
- Saint-Pierre-lès-Franqueville
- Voharies
- Wiège-Faty

## Supresión del cantón de Sains-Richaumont
En aplicación del Decreto n.º 2014-202, de 21 de febrero de 2014, el cantón de Sains-Richaumont fue suprimido el 22 de marzo de 2015 y sus 19 comunas pasaron a formar parte del nuevo cantón de Marle.